# Thi (họ)
Thi là một họ của người châu Á. Họ này có mặt ở Việt Nam, Triều Tiên (Hangul: 시, Romaja quốc ngữ: Si) và Trung Quốc (chữ Hán: 施, Bính âm: Shi). Trong danh sách Bách gia tính họ này đứng thứ 23, về mức độ phổ biến họ này xếp thứ 97 ở Trung Quốc theo thống kê năm 2006.

## Người Việt Nam họ Thi nổi tiếng
- Thi Văn Tám, Anh hùng lực lượng vũ trang nhân dân, Thượng tướng Công an Nhân dân Việt Nam, là một cán bộ ngành An ninh, tham gia nhiều vụ án chống gián điệp, được mệnh danh là Vị tướng chống gián điệp.
- Thi Lý Hoàng Hà Trọng Tài Futsal Bắt các trận đấu của giải futsal Vô Địch Quốc Gia

## Người Trung Quốc họ Thi nổi tiếng
- Tây Thi, tên thật là Thi Di Quang, một trong Tứ đại mỹ nhân của lịch sử Trung Quốc
- Thi Chi Thường, người đầu tiên trong Thất thập nhị hiền của Khổng Tử
- Thi Thù, học giả thời nhà Hán
- Thi Nại Am, nhà văn cuối đời nhà Nguyên, tác giả Thủy hử
- Thi Lang, nhà quân sự đầu đời nhà Thanh
- Thi Quang Nam, nhạc sĩ Trung Quốc
- Thi Minh Đức, nhà hoạt động nhân quyền Đài Loan
- Thi Trấn Vinh, doanh nhân Đài Loan, người sáng lập tập đoàn Acer